# Akakianerna
Akakianerna eller acacianerna, också kända som homoiousianerna, var en ariansk sekt som först framkom som ett kyrkligt parti en tid före kallelsen till de gemensamma koncilierna i Ariminum (Rimini) och Seleucia Isauria år 359. Sektens namn och politiska betydelse kom från Akakios, biskop av Caesarea, oi peri Akakion, vars tillgivenhet till det skriftliga språkbruket de anammade och försökte sammanfatta i sina olika slagord: homoiousios, homoousios kata panta, med flera. Akakios läror fördömdes vid synoden i Lampsacus 365. Han blev avsatt från sin position och partiet som uppkallats efter honom upplöstes så småningom.